# Borskoto, Gabrovo
Borskoto (în bulgară Борското) este un sat în comuna Gabrovo, regiunea Gabrovo,  Bulgaria. 

## Demografie
Componența etnică a satului Borskoto
     Bulgari (85,71%)
     Nicio identificare (14,28%)
     Altele (0%)
La recensământul din 2011, populația satului Borskoto era de 14 locuitori. Din punct de vedere etnic, majoritatea locuitorilor (85,71%) erau bulgari. Pentru 14,28% din locuitori nu este cunoscută apartenența etnică.